# Neonomopleus
Neonomopleus là một chi bọ cánh cứng trong họ 
Elateridae.
Chi này được miêu tả khoa học năm 1927 bởi Schenkling.

## Các loài
Các loài trong chi này gồm:
- Neonomopleus alfaroi (de la Vega, 2005)
- Neonomopleus cobosi (Platia, 2003)
- Neonomopleus crespoi (de la Vega, 2005)
- Neonomopleus discors (Reitter, 1904)
- Neonomopleus elongatus (C. N. F. Brisout de Barneville, 1866)
- Neonomopleus helenae (de la Vega, 2005)
- Neonomopleus koschwitzi (Platia, 2003)
- Neonomopleus longissimus (Reitter, 1904)
- Neonomopleus lopezcoloni (Platia & Gudenzi, 2005)
- Neonomopleus martinae (Platia, 2003)
- Neonomopleus martinezi (Reitter, 1904)
- Neonomopleus masoae (Platia, 2003)
- Neonomopleus procerus (Illiger, 1807)
- Neonomopleus recaldei (Sanchez Ruiz & Zapata năm de la Vega, 2005)
- Neonomopleus recticollis (Graells, 1858)
- Neonomopleus schimmeli (Platia, 2003)
- Neonomopleus schurmanni (Giuseppe & Serrano, 2002)
- Neonomopleus sobrinoi (de la Vega, 2005)
- Neonomopleus suarezi (Platia & Gudenzi, 2005)
- Neonomopleus tenuis (C. N. F. Brisout de Barneville, 1866)
- Neonomopleus toribioi (de la Vega, 2005)
- Neonomopleus zuzartei (Sanchez Ruiz & Zapata năm de la Vega, 2005)